# Totenmond
Totenmond este o formație germană de black/thrash/extreme metal, fondată în 1984 cu numele Wermut.

## Membrii formației

### Membri actuali
- S.P. Senz - baterie (1984 -prezent)
- Olaf "Pazzer" - chitară, vocal (1984-prezent)
- Senf - chitară bas (2002-prezent)

### Fondatori
- S.P. Senz
- Olaf "Pazzer"

### Foști membri
- Attila - vocal (1986)
- Schiff - vocal (1987-1989)
- Roberto Garcia - chitară bas (1991-2000)

## Discografie
- Lichtbringer (1996)
- Väterchen Frost (1997)
- Fleischwald (1998)
- Reich in Rost (2000)
- Auf dem Mond ein Feuer (2001)
- Unter Knochen (2004)
- TonbergUrtod (2005)
- Thronräuber (2008)